# Саркисян, Арташес Гагикович
Арташе́с (Таш) Га́гикович Саркися́н (арм. Արտաշես Գագիկի Սարգսյան; род. 1 июня 1974, Ереван) — российский продюсер, актёр, теле- и радиоведущий. Один из основателей «Comedy Club», бывший главный редактор журнала «Total Football», участник команды КВН «Новые армяне».

## Биография
Окончил факультет виноделия Ереванской сельскохозяйственной академии. Играл в КВН в команде «Новые армяне». В её составе в 1994 и в 1995 годах выступал в Первой лиге КВН.
В 1996 году Саркисян вместе со своей командой дебютировал в Высшей лиге КВН и в первом же сезоне они добрались до полуфинала, в котором уступили будущим чемпионам «Махачкалинским бродягам». В этом же году, впервые выступив на музыкальном фестивале в Юрмале, «Новые армяне» сразу завоевали второй приз — «КиВиН в светлом». Такую же награду Арташес Саркисян со своей командой завоевал и на следующем фестивале.
В сезоне 1997 года стал чемпионом Высшей лиги, разделив этот титул с командой «Запорожье — Кривой Рог — Транзит». В 1998 году «Новые армяне», как чемпионы, пропускали сезон, сосредоточившись на гастрольной деятельности. В этом году армянская команда завоевала Суперкубок КВН, а также участвовала в музыкальном фестивале КВН, где на этот раз осталась без наград.
В 1999 году Саркисян вместе со своей командой в ранге фаворита принял участие в играх Высшей лиги, где они добрались до финала, уступив молодой команде БГУ. Также «Новые армяне» выступили на очередном фестивале в Юрмале и Летнем кубке КВН, где также остались без наград. После 1999 года команда завершила свою карьеру в сезонных турнирах КВН, приняв участие только в юрмальском фестивале в 2000 году, на котором стала обладателем «Президентского КиВиНа», и Летнем Кубке в 2001 году. «Новые армяне» сосредоточились на гастрольной деятельности, выступая с концертами во многих странах СНГ, Европы, а также в Израиле и США.
Во время одного из американских турне в 2001 году члены команды посетили выступление местного «Comedy Club» — шоу в жанре stand-up comedy. К 2003 году концертная деятельность «Новых армян» пошла на спад и члены команды испытывали серьёзные финансовые трудности; в этих условиях было решено попробовать реализовать в Москве идею «Comedy Club». В числе тех, кто придумал и реализовал эту идею были Арташес Саркисян, Артур Джанибекян и Артак Гаспарян. С самого начала шоу он стал ведущим, не участвующим в миниатюрах.
В 2007 году открыл свой ресторан «TM Cafe», который стал лауреатом нескольких премий. В декабре 2010 года Арташес Саркисян открыл кафе «Cafe „54“», принимал участие в создании проекта «Tribeca».
Увлекся циклическими видами спорта. В 2019 году присоединился к проекту youtube-проекту "Бег Вреден". Финишёр многочисленных марафонов и участник стартов под эгидой "Iron Man" и "Iron Star".
Популяризатор активного образа жизни.
Хобби: велоспорт, бег, триатлон, активный пользователь сети Интернет, ведёт свой собственный блог в Живом журнале и «Твиттере».
Страстный поклонник футбола, болеет за московский «Локомотив», «Барселону». Является почитателем американского футбола и болеет за «Питтсбург Стилерз». С 2008 по 2010 год был ведущим программы «Футбольная ночь» на НТВ. С 2011 по август 2012 года — главный редактор журнала Total Football. Вёл программу «Спортивный репорТАШ» на Comedy Radio.
С осени 2015 по январь 2017 года — креативный продюсер спортивных трансляций в субхолдинге «Матч» («Газпром-медиа»).
С 24 февраля по 27 августа 2020 года — ведущий спортивной телеигры «Гол на миллион» на Первом канале.
С сентября 2021 по сентябрь 2022 года участвовал в запуске спортивного холдинга Vivaro Media (Армения).
С сентября 2022 — содиректор IT-компании Feedconstruct.
21 июня 2024 года стал директором по медиапроектам КХЛ.